# بانکام (اورگن)
بانکام (به انگلیسی: Buncom) یک منطقهٔ مسکونی در ایالات متحده آمریکا است که در شهرستان جکسون، اورگن واقع شده‌است. بانکام ۵۱۲٫۹۸ متر بالاتر از سطح دریا واقع شده‌است.